# 田雨公 (天啟進士)
田雨公（？—？），字田叔，號無斋，湖广黄州府蕲州人。

## 生平
万历四十三年（1615年）乙卯科湖广乡试举人，天啓五年（1625年）乙丑科進士，未仕卒，有《无斋文稿》行世。
墓在周公山。